# Kosovaars voetbalelftal onder 17 (mannen)
Het Kosovaars voetbalelftal voor mannen onder 17 is een voetbalelftal voor spelers onder de 17 jaar dat Kosovo vertegenwoordigt op internationale toernooien. Het elftal speelt onder andere wedstrijden voor het Europees kampioenschap voetbal onder 17.

## Prestaties op internationale toernooien

### Europees kampioenschap
| Europees kampioenschap voetbal mannen onder 17 | Europees kampioenschap voetbal mannen onder 17 | Europees kampioenschap voetbal mannen onder 17 | Europees kampioenschap voetbal mannen onder 17 | Europees kampioenschap voetbal mannen onder 17 | Europees kampioenschap voetbal mannen onder 17 | Europees kampioenschap voetbal mannen onder 17 | Europees kampioenschap voetbal mannen onder 17 | Europees kampioenschap voetbal mannen onder 17 | Europees kampioenschap voetbal mannen onder 17 |
| Jaar                                           | Ronde                                          | Wed.                                           | W                                              | G                                              | V                                              | DV                                             | DT                                             | KW                                             |                                                |
| ---------------------------------------------- | ---------------------------------------------- | ---------------------------------------------- | ---------------------------------------------- | ---------------------------------------------- | ---------------------------------------------- | ---------------------------------------------- | ---------------------------------------------- | ---------------------------------------------- | ---------------------------------------------- |
| 2002–2015                                      | Geen UEFA-lid.                                 | Geen UEFA-lid.                                 | Geen UEFA-lid.                                 | Geen UEFA-lid.                                 | Geen UEFA-lid.                                 | Geen UEFA-lid.                                 | Geen UEFA-lid.                                 | Geen UEFA-lid.                                 |                                                |
| 2016–2017                                      | Geen deelname                                  | Geen deelname                                  | Geen deelname                                  | Geen deelname                                  | Geen deelname                                  | Geen deelname                                  | Geen deelname                                  | Geen deelname                                  |                                                |
| 2018                                           | Niet gekwalificeerd                            | Niet gekwalificeerd                            | Niet gekwalificeerd                            | Niet gekwalificeerd                            | Niet gekwalificeerd                            | Niet gekwalificeerd                            | Niet gekwalificeerd                            | kwalificatie                                   |                                                |
| 2019                                           | Niet gekwalificeerd                            | Niet gekwalificeerd                            | Niet gekwalificeerd                            | Niet gekwalificeerd                            | Niet gekwalificeerd                            | Niet gekwalificeerd                            | Niet gekwalificeerd                            | kwalificatie                                   |                                                |
| 2022                                           | Niet gekwalificeerd                            | Niet gekwalificeerd                            | Niet gekwalificeerd                            | Niet gekwalificeerd                            | Niet gekwalificeerd                            | Niet gekwalificeerd                            | Niet gekwalificeerd                            | kwalificatie                                   |                                                |
| 2023                                           | Niet gekwalificeerd                            | Niet gekwalificeerd                            | Niet gekwalificeerd                            | Niet gekwalificeerd                            | Niet gekwalificeerd                            | Niet gekwalificeerd                            | Niet gekwalificeerd                            | kwalificatie                                   |                                                |
| 2024                                           | Niet gekwalificeerd                            | Niet gekwalificeerd                            | Niet gekwalificeerd                            | Niet gekwalificeerd                            | Niet gekwalificeerd                            | Niet gekwalificeerd                            | Niet gekwalificeerd                            | kwalificatie                                   |                                                |

### Wereldkampioenschap
| Wereldkampioenschap voetbal onder 17 overzicht | Wereldkampioenschap voetbal onder 17 overzicht | Wereldkampioenschap voetbal onder 17 overzicht | Wereldkampioenschap voetbal onder 17 overzicht | Wereldkampioenschap voetbal onder 17 overzicht | Wereldkampioenschap voetbal onder 17 overzicht | Wereldkampioenschap voetbal onder 17 overzicht | Wereldkampioenschap voetbal onder 17 overzicht |
| Jaar                                           | Ronde                                          | Wed.                                           | W                                              | G                                              | V                                              | DV                                             | DT                                             |
| ---------------------------------------------- | ---------------------------------------------- | ---------------------------------------------- | ---------------------------------------------- | ---------------------------------------------- | ---------------------------------------------- | ---------------------------------------------- | ---------------------------------------------- |
| 1991–2015                                      | Geen FIFA-lid.                                 | Geen FIFA-lid.                                 | Geen FIFA-lid.                                 | Geen FIFA-lid.                                 | Geen FIFA-lid.                                 | Geen FIFA-lid.                                 | Geen FIFA-lid.                                 |
| 2017                                           | Geen deelname                                  | Geen deelname                                  | Geen deelname                                  | Geen deelname                                  | Geen deelname                                  | Geen deelname                                  | Geen deelname                                  |
| 2019–2023                                      | Niet gekwalificeerd                            | Niet gekwalificeerd                            | Niet gekwalificeerd                            | Niet gekwalificeerd                            | Niet gekwalificeerd                            | Niet gekwalificeerd                            | Niet gekwalificeerd                            |